# Cantone di Moita-Verde
Il Cantone di Moita-Verde era una divisione amministrativa dell'arrondissement di Corte.
A seguito della riforma approvata con decreto del 26 febbraio 2014, che ha avuto attuazione dopo le elezioni dipartimentali del 2015, è stato soppresso.
I 14 comuni facenti parte prima della riforma del 2014 erano:
- Aleria
- Ampriani
- Campi
- Canale di Verde
- Chiatra
- Linguizzetta
- Matra
- Moita
- Pianello
- Pietra di Verde
- Tallone
- Tox
- Zalana
- Zuani